# Hyphinoe diabolica
Hyphinoe diabolica är en insektsart som beskrevs av Butler. Hyphinoe diabolica ingår i släktet Hyphinoe och familjen hornstritar. Inga underarter finns listade i Catalogue of Life.